# Tomáš Kyzlink
Tomáš Kyzlink (* 18. června 1993, Vyškov) je český basketbalista hrající za tým KK Helios Suns ve slovinském městě Domžale. Měří 197 cm, váží 93 kg. Hraje na postu křídla. V dresu USK Praha se stal trojnásobným vítězem juniorské extraligy (2010,2011,2012). Byl členem mládežnických reprezentací U16,U18,U20 a v současné době patří k širšímu výběru reprezentace mužů. V roce 2010 přispěl k vítězství na mistrovství Evropy U18 v Tel Avivu Divize B a následnému postupu do Divize A.